# Orimarga (Orimarga) fuscivenosa
Orimarga (Orimarga) fuscivenosa is een tweevleugelige uit de familie steltmuggen (Limoniidae). De soort komt voor in het Oriëntaals gebied.